# Легка атлетика на літніх Азійських іграх 2018
Змагання з легкої атлетики на літніх Азійських іграх 2018 були проведені 25-30 серпня на стадіоні «Гелора Бунг Карно» в Джакарті.
За регламентом змагань, до участі у змаганнях від кожної країни допускалось не більше двох спортсменів та не більше однієї естафетної команди у кожній дисципліні, а кожна країна загалом мала можливість заявити на легкоатлетичні змагання не більше 52 чоловіків та 50 жінок.

## Призери

### Чоловіки
| Дисципліни                | Золото                                                                 | Золото     | Срібло | Срібло     | Бронза                                                                                            | Бронза   |
| ------------------------- | ---------------------------------------------------------------------- | ---------- | --- | ---------- | ------------------------------------------------------------------------------------------------- | -------- |
| 100 метрів                | Су Бінтянь КНР                                                         | 9,92 GR    | Тосін Огуноде Катар | 10,00      | Ямагата Рьота Японія                                                                              | 10,00 PB |
| 200 метрів                | Койке Юкі Японія                                                       | 20,23 PB   | Ян Чуньхань Китайський Тайбей                                                                                           | 20,23 PB   | Якуб Якуб Бахрейн                                                                                 | 20,55    |
| 400 метрів                | Абдалелах Гассан Катар                                                 | 44,89      | Мухаммед Яхія Індія | 45,69      | Алі Хаміс Бахрейн                                                                                 | 45,70    |
| 800 метрів                | Манджит Сінгх Індія                                                    | 1.46,15    | Джинсон Джонсон Індія                                                                                                   | 1.46,35    | Абубакер Абдалла Катар                                                                            | 1.46,38  |
| 1500 метрів               | Джинсон Джонсон Індія                                                  | 3.44,72    | Амір Мораді Іран | 3.45,62 SB | Мохаммед Тіуалі Бахрейн                                                                           | 3.45,88  |
| 5000 метрів               | Бірхану Балев Бахрейн                                                  | 13.43,17   | Альберт Роп Бахрейн | 13.43,76   | Тарік Ахмед Аламрі Саудівська Аравія                                                              | 13.56,49 |
| 10000 метрів              | Гассан Чані Бахрейн                                                    | 28.35,54   | Абрахам Черобен Бахрейн                                                                                                 | 29.00,29   | Чжао Чанхун КНР                                                                                   | 30.07,49 |
| 110 метрів з бар'єрами    | Се Веньцзюнь КНР                                                       | 13,34 SB   | Чень Куейжу Китайський Тайбей                                                                                           | 13,39 PB   | Такаяма Сюня Японія                                                                               | 13,48    |
| 400 метрів з бар'єрами    | Абдеррахман Самба Катар                                                | 47,66 GR   | Дхарун Айясамі Індія | 48,96 PB   | Абе Такатосі Японія                                                                               | 49,12    |
| 3000 метрів з перешкодами | Госсейн Кейхані Бахрейн                                                | 8.22,79 GR | Ясер Багхараб Катар | 8.28,21    | Сіодзірі Кадзуя Японія                                                                            | 8.29,42  |
| 4×100 метрів              | Японія Ямагата Рьота Тада Сюхей Кірю Йосіхіде Асука Кембрідж           | 38,16      | Індія Фадлін Фадлін Лалу Мухаммад Зохрі Еко Рімбаван Баю Кертанегара                                                    | 38,77 SB   | КНР Сюй Хаян Мі Хун Су Бінтянь Сюй Чжоучжен                                                       | 38,89    |
| 4×400 метрів              | Катар Абдеррахман Самба Мохамед Аббас Мохамед Мохамед Абдалелах Гассан | 3.00,56 AR | Індія Кунху Путханпураккал Дхарун Айясамі Мухаммед Яхія Арокіараджив Дживан Карекоппа Суреш (забіг) Джитху Бабі (забіг) | 3.01,85    | Японія Джуліан Волш Койке Юкі Абе Такатосі Ійдзука Сьота Кімура Дзюн (забіг) Кавамото Сьо (забіг) | 3.01,94  |
|                           |                                                                        |            | |            |                                                                                                   |          |
| Марафон                   | Іное Хірото Японія                                                     | 2:18.22    | Елгассан Елаббассі Бахрейн                                                                                              | 2:18.22    | До Буцзе КНР                                                                                      | 2:18.48  |
| Ходьба 20 кілометрів      | Ван Кайхуа КНР                                                         | 1:22.04    | Яманісі Тосікадзу Японія                                                                                                | 1:22.10    | Цзинь Сянцянь КНР                                                                                 | 1:25.41  |
| Ходьба 50 кілометрів      | Кацукі Хаято Японія                                                    | 4:03.30    | Ван Цинь КНР | 4:06.48    | Чо Хюнмьонь Південна Корея                                                                        | 4:10.21  |
|                           |                                                                        |            | |            |                                                                                                   |          |
| Стрибки у висоту          | Ван Юй КНР                                                             | 2,30       | Во Санх'єок Південна Корея                                                                                              | 2,28 SB    | Мажд Еддін Газал СиріяТобе Наото Японія                                                           | 2,24     |
| Стрибки з жердиною        | Ямамото Сейто Японія                                                   | 5,70 GR    | Яо Цзе КНР | 5,50       | Амсаманг Патсапонг Таїланд                                                                        | 5,50 PB  |
| Стрибки у довжину         | Ван Цзянань КНР                                                        | 8,24 GR    | Чжан Яогуан КНР | 8,15 SB    | Сапватуррахман Індонезія                                                                          | 8,09 PB  |
| Потрійний стрибок         | Арпіндер Сінгх Індія                                                   | 16,77      | Руслан Курбанов Казахстан                                                                                               | 16,62 PB   | Цао Шо КНР                                                                                        | 16,56    |
| Штовхання ядра            | Теджиндерпал Тор Індія                                                 | 20,75 GR   | Лю Ян КНР | 19,52 SB   | Іван Іванов Казахстан                                                                             | 19,40    |
| Метання диска             | Есан Гададі Іран                                                       | 65,71      | Мустафа Аль Саамах Ірак                                                                                                 | 60,09      | Ейсса Занкаві Кувейт                                                                              | 59,44    |
| Метання молота            | Ашраф Ельсейфі Катар                                                   | 76,88      | Ділшод Назаров Таджикистан                                                                                              | 74,16      | Сухроб Ходжаєв Узбекистан                                                                         | 74,06 SB |
| Метання списа             | Нірадж Чопра Індія                                                     | 88,06      | Лю Цичжень КНР | 82,22 PB   | Аршад Надім Пакистан                                                                              | 80,75    |
|                           |                                                                        |            | |            |                                                                                                   |          |
| Десятиборство             | Усіро Кейсуке Японія                                                   | 7878       | Суттісак Сінгхон Таїланд                                                                                                | 7809 PB    | Накамура Акіхіко Японія                                                                           | 7738     |

### Жінки
| Дисципліни                | Золото                                                                    | Золото     | Срібло                                                                               | Срібло     | Бронза                                                                                                | Бронза      |
| ------------------------- | ------------------------------------------------------------------------- | ---------- | ------------------------------------------------------------------------------------ | ---------- | --- | ----------- |
| 100 метрів                | Едідіонг Одіонг Бахрейн                                                   | 11,30      | Дьюті Чанд Індія                                                                     | 11,32      | Вей Юнлі КНР                                                                                          | 11,33       |
| 200 метрів                | Едідіонг Одіонг Бахрейн                                                   | 22,96      | Дьюті Чанд Індія                                                                     | 23,20      | Вей Юнлі КНР                                                                                          | 23,27       |
| 400 метрів                | Сальва Насер Бахрейн                                                      | 50,09 GR   | Хіма Дас Індія                                                                       | 50,79      | Еліна Міхіна Казахстан                                                                                | 52,63       |
| 800 метрів                | Ван Чуньюй КНР                                                            | 2.01,80 SB | Маргарита Мукашева Казахстан                                                         | 2.02,40    | Манал Ельбахрауї Бахрейн                                                                              | 2.02,69     |
| 1500 метрів               | Калькідан Гезахеньє Бахрейн                                               | 4.07,88    | Тігіст Белай Бахрейн                                                                 | 4.09,12    | Чітра Палакіж Уннікрішнан Індія                                                                       | 4.12,56     |
| 5000 метрів               | Калькідан Гезахеньє Бахрейн                                               | 15.08,08   | Дар'я Маслова Киргизстан                                                             | 15.30,57   | Бонту Ребіту Бахрейн                                                                                  | 15.36,78    |
| 10000 метрів              | Дар'я Маслова Киргизстан                                                  | 32.07,23   | Юніс Чумба Бахрейн                                                                   | 32.11,12   | Чжан Дешунь КНР                                                                                       | 32.12,78 PB |
| 100 метрів з бар'єрами    | Джунь Хелім Південна Корея                                                | 13,20      | Емілія Нова Індонезія                                                                | 13,33 PB   | Луй Лаюй Гонконг                                                                                      | 13,42 PB    |
| 400 метрів з бар'єрами    | Олувакемі Адекоя Бахрейн                                                  | 54,48 GR   | Тхі Лан Куат В'єтнам                                                                 | 55,30 PB   | Амінат Джамал Бахрейн                                                                                 | 55,65       |
| 3000 метрів з перешкодами | Вінфред Яві Бахрейн                                                       | 9.36,52    | Судха Сінгх Індія                                                                    | 9.40,03    | Тхі Оань Нгуєн В'єтнам                                                                                | 9.43,83 SB  |
| 4×100 метрів              | Бахрейн Іман Есса Едідіонг Одіонг Хаджар Альхалді Сальва Насер            | 42,73 GR   | КНР Лян Сяоцзин Вей Юнлі Ге Маньци Юань Цици Хуан Гуйфень (забіг) Кун Лінвей (забіг) | 42,84      | Казахстан Вікторія Зябкіна Еліна Міхіна Світлана Голендова Ольга Сафронова Ріма Кашафутдінова (забіг) | 43,82       |
| 4×400 метрів              | Індія Хіма Дас Поовамма Мачеттіра Сарітабен Гаяквад Вісмая Веллува Коротх | 3.28,72    | Бахрейн Амінат Джамал Іман Есса Едідіонг Одіонг Сальва Насер                         | 3.30,61    | В'єтнам Тхі Оань Нгуєн Тхі Хань Нгуєн Тхі Нгок Хоань Тхі Лан Куат                                     | 3.33,23 SB  |
|                           |                                                                           |            |                                                                                      |            | |             |
| Марафон                   | Роуз Челімо Бахрейн                                                       | 2:34.51    | Ногамі Кейко Японія                                                                  | 2:36.27    | Кім Хе Сонь Північна Корея                                                                            | 2:37.20     |
| Ходьба 20 кілометрів      | Ян Цзяюй КНР                                                              | 1:29.15 GR | Цєян Шеньцзє КНР                                                                     | 1:29.15 GR | Окада Куміко Японія                                                                                   | 1:34.02     |
|                           |                                                                           |            |                                                                                      |            | |             |
| Стрибки у висоту          | Світлана Радзивіл Узбекистан                                              | 1,96 GR    | Надія Дусанова Узбекистан                                                            | 1,94 PB    | Надія Дубовицька Казахстан                                                                            | 1,84        |
| Стрибки з жердиною        | Лі Лін КНР                                                                | 4,60 GR    | Чаяніса Чомчунді Таїланд                                                             | 4,30 PB    | Лім Инджи Південна Корея                                                                              | 4,20 SB     |
| Стрибки у довжину         | Тхі Тху Тхао Дай В'єтнам                                                  | 6,55       | Ніна Варакіл Індія                                                                   | 6,51       | Сюй Сяолін КНР                                                                                        | 6,50        |
| Потрійний стрибок         | Ольга Рипакова Казахстан                                                  | 14,26      | Парінья Чуаймаренг Таїланд                                                           | 13,93      | Ву Тхі Мен В'єтнам                                                                                    | 13,93 SB    |
| Штовхання ядра            | Ґун Ліцзяо КНР                                                            | 19,66      | Ґао Ян КНР                                                                           | 17,64      | Нура Джасім Бахрейн                                                                                   | 17,11       |
| Метання диска             | Чень Ян КНР                                                               | 65,12      | Фен Бінь КНР                                                                         | 64,25      | Сіма Пунья Індія                                                                                      | 62,26       |
| Метання молота            | Ло На КНР                                                                 | 71,42      | Ван Чжен КНР                                                                         | 70,86      | Кацуяма Хітомі Японія                                                                                 | 62,95       |
| Метання списа             | Лю Шиїн КНР                                                               | 66,09 GR   | Люй Хуейхуей КНР                                                                     | 63,16      | Кім Кьоне Південна Корея                                                                              | 56,74       |
|                           |                                                                           |            |                                                                                      |            | |             |
| Семиборство               | Свапна Барман Індія                                                       | 6026       | Ван Цинлін КНР                                                                       | 5954       | Ямасакі Юкі Японія                                                                                    | 5873 PB     |

### Змішана дисципліна
| Дисципліни   | Золото                                                      | Золото  | Срібло                                                       | Срібло  | Бронза                                                                 | Бронза  |
| ------------ | ----------------------------------------------------------- | ------- | ------------------------------------------------------------ | ------- | ---------------------------------------------------------------------- | ------- |
| 4×400 метрів | Бахрейн Алі Хаміс Олувакемі Адекоя Сальва Насер Аббас Аббас | 3.11,89 | Індія Мухаммед Яхія Поовамма Мачеттіра Хіма Дас Арокіараджив | 3.15,71 | Казахстан Світлана Голендова Дмитро Коблов Еліна Міхіна Михайло Литвин | 3.19,52 |

## Медальний залік
| Місце               | Країна              | Золото | Срібло | Бронза | Загалом |
| ------------------- | ------------------- | ------ | ------ | ------ | ------- |
| 1                   | КНР                 | 12     | 13     | 9      | 34      |
| 2                   | Бруней              | 10     | 6      | 6      | 22      |
| 3                   | Індія               | 8      | 9      | 3      | 20      |
| 4                   | Японія              | 6      | 2      | 10     | 18      |
| 5                   | Катар               | 4      | 2      | 1      | 7       |
| 6                   | Іран                | 2      | 1      | 0      | 3       |
| 7                   | В'єтнам             | 2      | 0      | 3      | 5       |
| 8                   | Казахстан           | 1      | 2      | 4      | 7       |
| 9                   | Узбекистан          | 1      | 2      | 1      | 4       |
| 10                  | Південна Корея      | 1      | 1      | 3      | 5       |
| 11                  | Киргизстан          | 1      | 1      | 0      | 2       |
| 12                  | Таїланд             | 0      | 3      | 2      | 5       |
| 13                  | Індонезія           | 0      | 2      | 1      | 3       |
| 14                  | Китайський Тайбей   | 0      | 2      | 0      | 2       |
| 15                  | Ірак                | 0      | 1      | 0      | 1       |
| 15                  | Таджикистан         | 0      | 1      | 0      | 1       |
| 17                  | Гонконг             | 0      | 0      | 1      | 1       |
| 17                  | Кувейт              | 0      | 0      | 1      | 1       |
| 17                  | Пакистан            | 0      | 0      | 1      | 1       |
| 17                  | Північна Корея      | 0      | 0      | 1      | 1       |
| 17                  | Саудівська Аравія   | 0      | 0      | 1      | 1       |
| 17                  | Сирія               | 0      | 0      | 1      | 1       |
| Загалом (22 збірні) | Загалом (22 збірні) | 48     | 48     | 49     | 145     |